# Spodoptera connexa
Spodoptera connexa là một loài bướm đêm trong họ Noctuidae.